# Holden Trent
Holden Trent (Greensboro, Carolina del Norte, 7 de julio de 1999-26 de octubre de 2024) fue un futbolista estadounidense que jugó en la posición de guardameta.

## Equipos
| Periodo | Club                  | Apariciones | Goles |
| ------- | --------------------- | ----------- | ----- |
| 2023    | Philadelphia Union II | 6           | 0     |
| 2024    | Philadelphia Union    | 0           | 0     |

## Muerte
El 23 de octubre de 2024 la familia de Trent anunció que estaba hospitalizado. Murió el 26 de octubre de 2024 a los 25 años.